# 3703 Волконська
3703 Волконська (3703 Volkonskaya) — астероїд головного поясу, відкритий 9 серпня 1978 року. Названий на честь Марії Миколаївни Волконської.
Тіссеранів параметр щодо Юпітера — 3,550.